# グリゴリー・オステル
グリゴリー（グレゴリー）・ベンツィオーノヴィチ・オステル（Григо́рий Бенцио́нович О́стер、1947年11月27日-）は、ロシアの児童文学作家である。

## 経歴
旧ソ連オデッサ（現ウクライナ）生まれ。ゴーリキー文学大学卒業。ソ連時代はアニメのシナリオなどを数多く手がけ、ペレストロイカ後は教科書シリーズなど既存のジャンルのパロディ作品を次々に発表し、絶大な人気を誇る。2002年ロシア連邦国家賞受賞、ロシア連邦功労芸術家。2012年にはすぐれた児童文学作家に与えられるチュコフスキー賞を受賞。現代ロシアでもっとも読まれている児童文学作家の一人である。

## 日本語訳作品
- 『細菌ペーチカ』（毛利公美訳、東宣出版） 2011年
- 『いろいろのはなし』（毛利公美訳、東宣出版、はじめて出逢う世界のおはなし） 2013年
- 『悪い子のすすめ』（毛利公美訳、尾崎仁美絵、東宣出版） 2013年

## 作品
- Петька-микроб（細菌ペーチカ）1979
- Легенды и мифы Лаврового переулка（月桂樹通りの伝説と神話）1980
- Зарядка для хвоста（しっぽの体操）1982
- Сказка с подробностями（いろいろのはなし）1989
- Вредные советы（悪い子のすすめ）1990
- Задачник（算数の問題集）1992
- Котенок по имени гав（ワンという名の子猫）1993
- Физика（物理の問題集）1994
- Вредные советы-2（悪い子のすすめ２）1998
- Воспитание взрослых（よい大人の育て方）1999
- Кофетоедение（チョコレート学）1999
- Тринадцать жадностей（13の欲張り）1999
- Приметы и суеверия（前触れと迷信）2000
- Папамамалогия（パパママ学）2000
- Вредные советы-3（悪い子のすすめ３）2001
- Книга о вкусной и здоровой пище людоеда（人食い鬼のための美味しくて身体にいい食事）2001
- Школа ужасов（学校の怪談）2001
- Вредные советы 4（悪い子のすすめ４）2005
- Вредные советы отцам подрастающих детей（悪い子のすすめ―年頃の子供を持った父親用）2009
- Вредные советы непослушным бизнесменам（悪い子のすすめ―聞き分けのないサラリーマン向け）2009